# Centaurea numantina
Centaurea numantina là một loài thực vật có hoa trong họ Cúc. Loài này được A.Segura mô tả khoa học đầu tiên năm 1988.